# Schansspringen op de Olympische Winterspelen 2014
Schansspringen is een van de sportdisciplines die binnen de olympische sport skiën werden beoefend tijdens de Olympische Winterspelen 2014 in Sotsji. De wedstrijden vonden plaats op het schansspringcomplex RusSki Gorki in Krasnaja Poljana.

## Wedstrijdschema
| Datum       | Lokale tijd | MET   | Mannen                        | Vrouwen            |
| ----------- | ----------- | ----- | ----------------------------- | ------------------ |
| 07 februari | 20:00       | 17:00 | Openingsceremonie             | Openingsceremonie  |
| 08 februari | 20:30       | 17:30 | Normale schans (Kwalificatie) |                    |
| 09 februari | 21:30       | 18:30 | Normale schans (Finale)       |                    |
| 11 februari | 21:30       | 18:30 |                               | Normale schans     |
| 14 februari | 21:30       | 18:30 | Grote schans (Kwalificatie)   |                    |
| 15 februari | 21:30       | 18:30 | Grote schans (Finale)         |                    |
| 17 februari | 21:15       | 18:15 | Team                          |                    |
| 23 februari | 20:00       | 17:00 | Sluitingsceremonie            | Sluitingsceremonie |

## Medailles

### Mannen
| Onderdeel      | Goud | Goud                                                        | Zilver | Zilver                                                                   | Brons | Brons                                                |
| -------------- | ---- | ----------------------------------------------------------- | ------ | ------------------------------------------------------------------------ | ----- | ---------------------------------------------------- |
| Normale schans | POL  | Kamil Stoch                                                 | SLO    | Peter Prevc                                                              | NOR   | Anders Bardal                                        |
| Grote schans   | POL  | Kamil Stoch                                                 | JPN    | Noriaki Kasai                                                            | SLO   | Peter Prevc                                          |
| Team           | GER  | Andreas Wank Marinus Kraus Andreas Wellinger Severin Freund | AUT    | Michael Hayböck Thomas Morgenstern Thomas Diethart Gregor Schlierenzauer | JPN   | Reruhi Shimizu Taku Takeuchi Daiki Ito Noriaki Kasai |

### Vrouwen
| Onderdeel      | Goud | Goud        | Zilver | Zilver                 | Brons | Brons         |
| -------------- | ---- | ----------- | ------ | ---------------------- | ----- | ------------- |
| Normale schans | GER  | Carina Vogt | AUT    | Daniela Iraschko-Stolz | FRA   | Coline Mattel |

### Medaillespiegel
| Plaats | Land       | NOC    | Goud | Zilver | Brons | Totaal |
| ------ | ---------- | ------ | ---- | ------ | ----- | ------ |
| 1      | Duitsland  | GER    | 2    | 0      | 0     | 2      |
| 1      | Polen      | POL    | 2    | 0      | 0     | 2      |
| 3      | Oostenrijk | AUT    | 0    | 2      | 0     | 2      |
| 4      | Japan      | JPN    | 0    | 1      | 1     | 2      |
| 4      | Slovenië   | SLO    | 0    | 1      | 1     | 2      |
| 6      | Frankrijk  | FRA    | 0    | 0      | 1     | 1      |
| 6      | Noorwegen  | NOR    | 0    | 0      | 1     | 1      |
| Totaal | Totaal     | Totaal | 4    | 4      | 4     | 12     |